# SceneAround
SceneAround is een presentatievorm van theater waarbij het publiek op een  tribune (met stoelen gewoon min of meer evenwijdig aan elkaar) op een draaischijf is geplaatst. Daar omheen bevindt zich een ring van podia met decors, waarvan afwisselend gedeelten voor het publiek zichtbaar zijn (de rest wordt afgeschermd), en waarbij dienovereenkomstig de tribune gedraaid wordt.
SceneAround is bedacht door theaterproducent Robin de Levita voor de musical Soldaat van Oranje. De musical, die wordt opgevoerd in een tot theater omgebouwde voormalige vliegtuighangar, ging op 30 oktober 2010 in première. 
Andere bestaande presentatievormen van theater zijn amfitheater, vlakkevloertheater en lijsttheater.

## Zaal
Op basis van een zaalontwerp van Robert Nieuwenhuis is in drie maanden tijd een stalen draaischijf met ruim elfhonderd zitplaatsen gemaakt. De draaibeweging, -snelheid en -richting kunnen traploos worden aangepast. De zaal kan in beide richtingen zeven keer om zijn as ronddraaien.

### Feiten
- Diameter draaischijf: 33 m
- Snelheid: maximaal 1,2 meter per seconde aan de buitenkant van de draaischijf
- Gewicht: 300 ton inclusief het publiek
- Zitplaatsen: 1103

### Techniek
De besturing van de draaischijf is geautomatiseerd. De aandrijving van de zaal gebeurt door 22 elektromotoren. Zowel de draaischijf als de panelen worden aangestuurd door computers.

## Decor
Het decor is ontworpen door Bernhard Hammer, onder regie van Theu Boermans. De set is rondom de tribune gebouwd, afgeschermd door bewegende panelen in elke gewenste afmeting die kunnen ver- of onthullen. Terwijl het publiek naar een nieuwe scène in een ander decor draait, sluiten de horizontaal schuivende panelen de voorgaande set af. Er zijn geen pauzes nodig om het decor te veranderen. De panelen worden gemotoriseerd aangestuurd en kunnen meedraaien of draaien juist in tegengestelde richting, ten opzichte van de tribune.
Door het gebruik van theaterafstoppingen (doeken) kan iedere referentie met de ruimte worden verborgen, zodat het publiek geen idee heeft waar in de zaal het zich bevindt. Op de draaischijf kan een brug met projectoren worden geplaatst, die bij de voorstelling passend beeldmateriaal projecteren op de panelen.

## TheaterAmsterdam
Het nieuwe Theater Amsterdam, waarvoor de eerste heipaal in augustus 2013 in de grond werd geslagen, is gelegen aan de Danzigerkade te Amsterdam aan de zuidoever van het IJ (in een gebied dat ook wel “de Houthavens” wordt genoemd) en is het eerst theatergebouw dat speciaal voor SceneAround gebouwd is (dit in tegenstelling tot de Theaterhangaar, waar een theater in een voormalige vliegbasis is gebouwd). De eerste voorstelling in dit theater is ANNE, een stuk gebaseerd op de volledige en originele dagboeken van Anne Frank, met wereldpremière op 8 mei 2014.